# Alexandre Edmond Becquerel
Alexandre Edmond Becquerel (A. E. Becquerel) (Párizs, Franciaország, 1820. március 24. – ugyanott, 1891. május 13.) francia fizikus, Antoine César Becquerel fizikus fia, a fizikai Nobel-díjas Henri Becquerel apja, Jean Becquerel fizikus nagyapja.

## Élete
Párizsban született. Egyetemi tanulmányai után először a Természetrajzi Múzeumban (Muséum national d'Histoire naturelle) volt asszisztens, majd a Conservatoire national des arts et métiers-ben tanított fizikát.

## Munkássága
Pályájának első szakaszában főleg apjának segédkezett, egyebek közt műveinek megírásában. Önálló munkájaként főleg a fotokémiai és fotoelektromos hatásokat tanulmányozta. A róla elnevezett fotoelektromos hatást (Becquerel-jelenség) 1839-ben fedezte fel.
Vizsgálta különböző szilárd testek és folyadékok elektromos vezetőképességét, az áram folyadékokat melegítő hatását és sokféle anyag mágneses tulajdonságait.

## Főbb művei
- La lumière, ses causes et ses effects (2 kötet), Párizs, 1867–1868.
- Recherches sur le effect électriques. Párizs, 1852–1855.
- Des forces physico-chimique et de leur intervention des phénomènes naturels (1875)

Apjával közös munkáit lásd Antoine César Becquerelnél.

## Emlékezete
Becquerel-jelenségnek (Becquerel-effektusnak) két dolgot is neveznek:
1. A fotoelektromos Becquerel-jelenséget A.E. Becquerelről és apjáról nevezték el. Lényege, hogy az elektrolit oldattal érintkező fémelektród potenciálja fény hatására megváltozik. Napjainkban ez a napelemek működésének alapja.

1. A fényképészeti Becquerel-jelenség lényege, hogy a fényérzékeny réteg színérzékenységét kiterjeszthetjük úgy, hogy előzőleg rövid hullámhosszú fénnyel világítjuk meg. A diffúz kék fénnyel elővilágított ezüst-klorid színérzékenysége a zöldig és a sárgáig, a röntgensugárzással elővilágított ezüst-bromidé a vörösig terjed ki.[1]

- A Becquerel-díjat évente ítéli oda az EU PVSEC (European Photovoltaic Solar Energy Conference and Exhibition) a napelemtechnológia fejlesztésében elért kimagasló teljesítményért.

## Fordítás
- Ez a szócikk részben vagy egészben  az   Edmond Becquerel című angol Wikipédia-szócikk ezen változatának fordításán alapul.  Az eredeti cikk szerkesztőit annak laptörténete sorolja fel. Ez a jelzés csupán a megfogalmazás eredetét és a szerzői jogokat jelzi, nem szolgál a cikkben szereplő információk forrásmegjelöléseként.